# Molí de Boatella
Molí de Boatella és un molí del municipi de Borredà (Berguedà) que forma part de l'Inventari del Patrimoni Arquitectònic de Catalunya.

## Descripció
Tan sols queden dempeus una part dels murs del casal moliner i de les construccions annexes. Constava d'una construcció de dos pisos; el superior allotjava la casa del moliner i l'inferior el molí pròpiament dit amb tres moles i un escairador. Avui és mig negat per la riera de Merlès
Es conserva en mal estat la resclosa del molí fariner, una resclosa que conserva part de l'estructura de fusta de tradició medieval i l'obra de pedra i maçoneria, reforçada posteriorment amb formigó, del segle xviii.

## Història
El molí de Boatella és probablement un dels més antics de la riera de Merlès car la gran masia del mateix nom és documentada des del s. X; amb tot, són molt poques les notícies documentals. L'any 1618 el moliner Jaume Call es casava amb una noia del mas Puigcercós i rebia com a dot 70 lliures. El molí funcionà fins a començaments del s. XX en què fou abandonat.